# Linda maestra

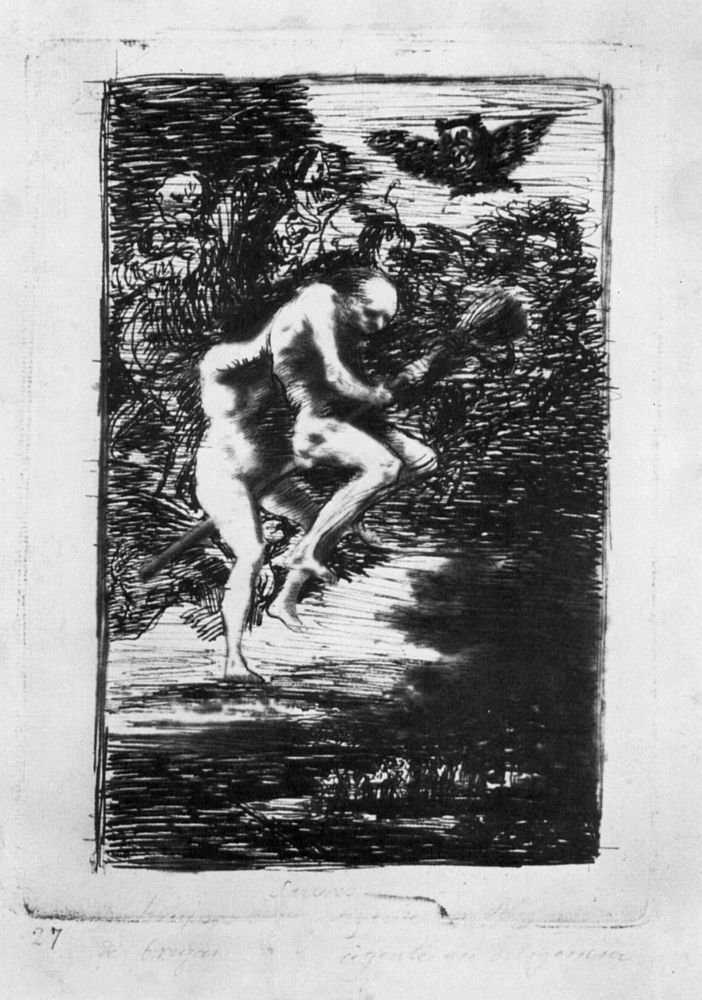
Dibujo preparatorio.

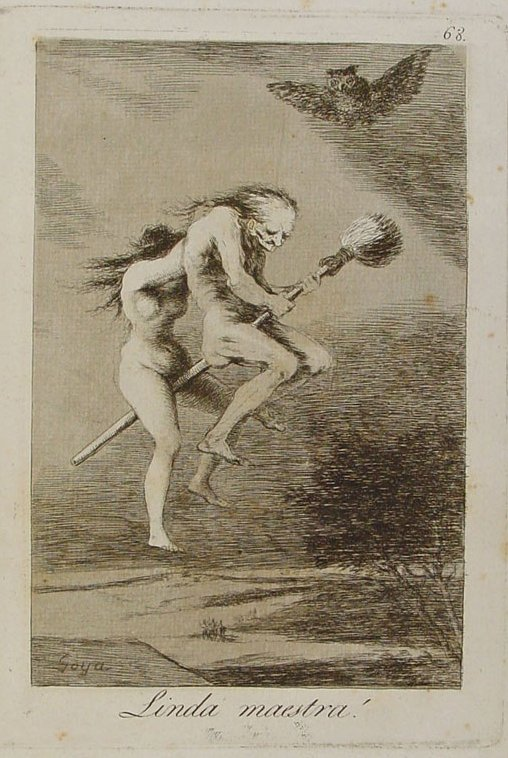
Grabado Linda maestra!.

El aguafuerte Linda maestra! es un grabado de la serie Los Caprichos del pintor español Francisco de Goya. Está numerado con el número 68 en la serie de 80 estampas. Se publicó en 1799.

## Interpretaciones de la estampa
Existen varios manuscritos contemporáneos que explican las láminas de los Caprichos. El que se encuentra en el Museo del Prado se tiene como autógrafo de Goya, pero parece más bien despistar y buscar un significado moralizante que encubra significados más arriesgados para el autor. Otros dos, el que perteneció a Ayala y el que se encuentra en la Biblioteca Nacional, realzan la parte más escabrosa de las láminas.
- Explicación de esta estampa del manuscrito del Museo del Prado: La escoba es uno de los utensilios más necesarios a las brujas, porque además de ser ellas grandes barrenderas, como consta por las historias, tal vez convierten la escoba en mula de paso y van con ella que el diablo las alcanzará.[2]

- Manuscrito de Ayala: La escoba suele servir a algunas de mula de paso: enseña a las mozas a volar por el mundo.[2]

- Manuscrito de la Biblioteca Nacional: Las viejas quitan la escoba de las manos a las que tienen buenos bigotes; las dan lecciones de volar por el mundo, metiéndolas por primera vez, aunque sea un palo de escoba entre las piernas.[2]

## Técnica del grabado
Esta estampa es una de las pocas que el pintor firmó, siempre en la esquina inferior izquierda.